# Închisoarea Râmnicu Sărat

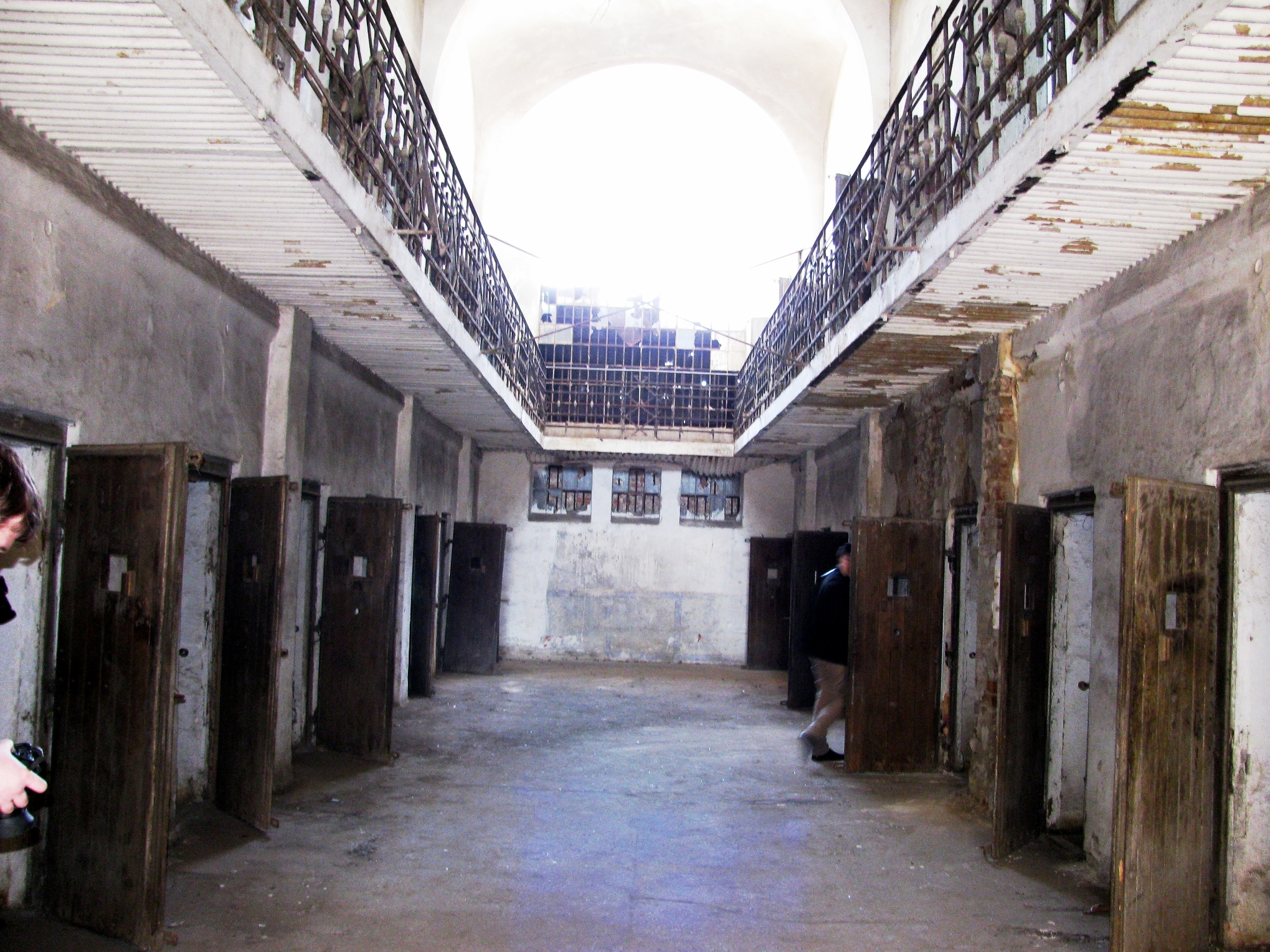
Interiorul

Închisoarea Râmnicu Sărat a fost una din temnițele cele mai de temut ale României interbelice și României comuniste. În perioada 1955-1963 comandantul închisorii a fost torționarul Alexandru Vișinescu (1925-2018), condamnat ulterior pentru crime împotriva umanității. Închisoarea mai este cunoscută și sub numele de Închisoarea tăcerii din cauza regimului extrem de dur ce le interzicea deținuților să vorbească sau să scoată sunete.

## Istoric
Existența unei instituții penitenciare la Râmnicu Sărat poate fi documentată încă din timpul domniei lui Alexandru Ioan Cuza, după mutarea reședinței județului de la Focșanii Munteni la Râmnicu Sărat (1862), instituția funcționând sub denumirea de Arestul Preventiv Județean.
Construirea clădirilor penitenciarului care există în zilele noastre s-a făcut în perioada 1898-1900, iar primii deținuți au fost mutați aici în primăvara anului 1900. Clădirea este realizată cu elemente neoclasice și neogotice, după modelul francez și englez.
În 1907, în timpul răscoalei țărănești, orașul Râmnicu Sărat a fost scena unor dramatice confruntări între armată și populația răsculată. Deznodământul a fost tragic: numeroși țărani au fost împușcați iar pentru reprimarea răscoalei au fost încarcerați în Arestul Preventiv un număr de 657 de țărani răsculați (655 de bărbați și două femei). Amenajarea actuală datează din perioada interbelică, cu excepția gardului exterior care a fost înlocuit cu un gard de sârmă ghimpată. 
Un alt eveniment important legat de penitenciar a avut loc în 1938, când au fost încarcerați aici capi ai legionarilor printre care s-a numărat și liderul mișcării, Corneliu Zelea Codreanu. În noaptea de 29-30 noiembrie 1938 aceștia au fost luați sub pretextul mutării la Jilava, dar în apropiere de pădurea Tâncăbești au fost uciși la ordinul regelui Carol al II-lea. S-a motivat că au încercat să evadeze.
În interiorul penitenciarului au fost executați la 21-22 septembrie 1939 un număr de 13 fruntași legionari, care au fost ulterior îngropați în cimitirul orașului.
În perioada martie-octombrie 1940 au fost închise la Râmnicu Sărat peste 30 de deținute comuniste, printre care și Ana Pauker.
După 1945, aici au fost închiși membri ai guvernului Ion Antonescu, generali ai armatei, fruntașii Partidului Național Țărănesc. Dintre ei amintim: gen. Dobre Dumitru, gen. Constantin Pantazi, gen Gheorghe Jienescu, gen. Nicolae Stoenescu, contraamiralul Horia Macellariu, Ion Petrovici, Victor Pogoneanu, Titel Petrescu, Ion Mihalache, Corneliu Coposu, Ion Diaconescu, Mihai Godó, Radu Ciuceanu și mulți alții care au suferit din cauza prigoanei comuniste. 
Un raport întocmit la 24 mai 1948 arată structura penitenciarului la acea dată, astfel:
- 4 curți pentru plimbarea deținuților;
- penitenciarul are parter și etaj;
- etajul are 19 celule;
- parterul are 16 celule și 3 saloane comune;
- în fiecare celulă pot fi cazați trei (3) deținuți;
- 1 cameră - infirmerie cu 6 paturi;
- 1 cameră - bucătărie;
- 1 cameră - magazie cu efecte;
- 2 camere - magazii cu alimente;
- 4 camere - birouri;
- 1 cameră - serviciu de gardă;
- 2 camere - prim gardian;
- 5 camere - administratorul penitenciarului.

Anii 1945 și 1946 au fost anii de început ai perioadei comuniste. Comuniștii, pentru a păstra aparenta liniște politică, n-au trecut din primii ani la înfăptuirea programului de socializare a țării.
Mai întâi s-au infiltrat în toată administrația statului, pentru ca apoi să treacă la supunerea României, care urma să se realizeze prin eliminarea tuturor oamenilor politici, a persoanelor din administrație din conștiința românilor prin înscenarea unor procese sau, pur și simplu, prin înlăturarea lor definitivă prin diverse mijloace. Astfel penitenciarele din toată țara au început să fie umplute cu deținuți politici și sabotori.
Potrivit memoriilor lui Ion Diaconescu, comandantul Alexandru Vișinescu obișnuia să intre peste deținuți în celule, ca să îi arunce de pe paturi. Loviturile preferate ale lui Alexandru Vișinescu erau cele cu biciul. De asemenea, pedepsele cele mai grave erau aplicate personal de acesta. Închisoarea a fost desființată în anul 1963, iar comandantul Vișinescu a fost transferat la Ploiești. Experții IICCEMER au documentat decesul din vina lui Vișinescu a 14 deținuți politici: Ion Mihalache (1963), Gheorghe Dobre (1959), Gheorghe Plăcințeanu (1961), Victor Rădulescu Pogoneanu (1962, decedat la penitenciarul-spital Văcărești, la scurt timp după transferul de la Râmnicu Sărat), Mihail Romniceanu (1960), Ion Lugoșianu (1957), Theodor Roxin (1960), Ion Gigurtu (1959), Constantin Hagea (1960), Gheorghe Leon (1959) și Mircea Cancicov (1959), Ioan Arnăutu (1959) și Dinu Neagu (1959).
În prezent, în orașul Râmnicu Sărat, există un număr de opt opere de for public, monumente și plăci comemorative dezvelite în amintirea victimelor penitenciarului, iar Institutul de Investigare a Crimelor Comunismului si Memoria Exilului Românesc (IICCMER) a obținut autorizația de construire pentru Memorialul „Închisoarea Tăcerii” de la Râmnicu Sărat și Centrul Educațional privind Comunismul în România.